# El Nula
El Nula – miasto w Wenezueli, w stanie Apure.